# Villapinzón (ort)
Villapinzón är en ort i Colombia.   Den ligger i departementet Cundinamarca, i den centrala delen av landet, 90 km nordost om huvudstaden Bogotá. Villapinzón ligger 2 728 meter över havet och antalet invånare är 5 874.
Terrängen runt Villapinzón är huvudsakligen kuperad. Villapinzón ligger nere i en dal. Runt Villapinzón är det ganska tätbefolkat, med 90 invånare per kvadratkilometer. Närmaste större samhälle är Chocontá, 12,8 km sydväst om Villapinzón. I omgivningarna runt Villapinzón växer i huvudsak städsegrön lövskog.